# Michael Kang
Michael Kang (* 1949 in Südkorea) ist ein US-amerikanischer Karambolagespieler südkoreanischer Herkunft, Mitgründer des Carom Café und Veranstalter der Verhoeven Open.

## Karriere
Kang wurde in Südkorea geboren, sein Vater arbeitete bei der dortigen Regierung. Am 28. August 1973 siedelte er in die USA über, anglisierte seinen Namen und wurde US-Bürger. Er hat einen Bruder und eine Schwester, die ebenfalls in den USA wohnen. Kang ließ sich in New York City nieder, wo er noch immer wohnt.
Im Alter von ca. elf Jahren fing er auf einem kleinen Tisch mit dem Billard an. Als er in die USA kam, wollte er sich weiterentwickeln und nahm, so oft es ging , an Turnieren teil. Seine Disziplin ist das Dreiband. Bis 2011 nahm er an über 50 internationalen Turnieren teil, darunter vier Mal an der Dreiband-Weltmeisterschaft, vier Mal an der Panamerikameisterschaft, 15-mal am Dreiband-Weltcup und 12-mal an den Sang Lee Open/Verhoeven Open. Da man vom Billard oft nur schwer leben kann, ist er hauptberuflich Betreiber von Billardsalons, in denen auch nationale (wie die US-amerikanische Dreiband-Meisterschaft 2009 und 2015) und internationale Turniere veranstaltet werden
Bereits 1986 eröffnete er seinen ersten Billardsalon in Amherst, Massachusetts, der von seinem Nachbesitzer im Juli 2018 geschlossen wurde. 1988 lernte er den ebenfalls ausgewanderten Weltklassespieler und Weltmeister Sang Chun Lee kennen. Beide wurden Freunde und entwickelten die Idee zu einem Salon in New York. 2000 gründeten sie dann das Carom Café. Nachdem Lee unerwartet 2004 verstorben war, hatten seine Witwe und er die Idee zu einem Memorial-Turnier. So wurde 2005 die erste Sang Lee International Open ins Leben gerufen. Zu den Teilnehmern gehörten Mr. 100 Raymond Ceulemans, in den 1980ern härtester Gegner Lees, sowie Torbjörn Blomdahl, Semih Saygıner und Dick Jaspers. Aufgrund der Beliebtheit des Turniers wurde bis 2008 jährlich weitere Turniere gespielt. Es gab finanzielle Probleme und so wurde bis 2012 ausgesetzt, dann unter neuem Namen, Verhoeven Open wieder ins Leben gerufen und seitdem jährlich abgehalten. Lee organisierte ab 2013 auch ein eigenes Damen-Turnier im zwei-Jahres-Turnus, das anfänglich noch unter demselben Namen fungierte, ab 2015 zu Ehren der getöteten US-Spielerin in Jennifer Shim Open umbenannt wurde.
Seine wichtigsten Siege waren die Doral Open 2007 in Miami und die Sang Lee 1994, bei den US-Meisterschaften war er zweimal Vizemeister (1997, 2000).

### Privates
Seit 1987 ist er mit seiner Frau Jung-Rim verheiratet. Gemeinsam haben sie zwei Söhne und eine Tochter.

## Erfolge
- US-amerikanische Dreiband-Meisterschaft:  1997, 2000  2005
- Sang Lee Tournament:  1994
- Doral Open:  2007

Quellen: